# (38254) 1999 RV9
1999 RV9 (asteroide 38254) é um asteroide da cintura principal. Possui uma excentricidade de 0.05293670 e uma inclinação de 1.45087º.
Este asteroide foi descoberto no dia 6 de setembro de 1999 por Spacewatch em Kitt Peak.